# NGC 4559
NGC 4559（Caldwell 36）は、かみのけ座にある渦巻銀河である。地球からは2900万光年から5100万光年離れていると考えられている。